# Boku no Songoku
Boku no Songoku (ぼくのそんごくう) is een shonen manga van Osamu Tezuka. Hij werd oorspronkelijk uitgegeven in het Akita Shoten tijdschrift Manga-O van februari 1952 tot en met maart 1959. De strip is gebaseerd op De reis naar het westen, een roman uit de Chinese literatuur.
In 1960 produceerde Toei Animation een film op basis van de manga getiteld "Saiyuki" (ook bekend als Alakazam the Great in het Engels). Dit was Tezuka's eerste langspeelfilm. In 1969 volgde een anime getiteld Goku no Daiboken van Tezuka's eigen animatiestudio: Mushi Production.
De manga werd naar het Frans vertaald door Akata van februari 2007 tot en met januari 2008.